# Passiflora pyrrhantha
Passiflora pyrrhantha là một loài thực vật có hoa trong họ Lạc tiên. Loài này được Harms mô tả khoa học đầu tiên năm 1926.